# 타이트 엔드

공격 포메이션에서 타이트 엔드의 위치

타이트 엔드 (tight end / TE)는 미식축구에서 공격팀의 포지션중 하나이다. 타이트 엔드는 오펜시브 라인의 끝에서 경우에 따라 다른 역할을 맡는다. 타이트 엔드의 역할은 감독의 철학에 따라 달라질 수 있는데, 그들의 주된 역할은 볼을 가지고 있는 러닝백과 쿼터백을 위해 블록하거나 쿼터백으로부터 패스를 받으며, 패싱 플레이에 있어 동료 라인맨을 도와 강한 포켓을 형성한다. 타이트엔드는 보통 오펜시브 라인에 한 선수를 추가 시키는 형태로 오펜시브 테클의 옆에 배치된다. 그러므로 타이트엔드가 있는 쪽은 "strong side"라고 불리고, 없는 쪽은 "weak side" 라고 불리다. 같은 식으로 수비팀의 라인배커나 세이프티도 그들이 상대하고 있는 쪽의 타이트 엔드 배치 유무에 따라 "strong side"나 "weak side"로 명명된다. 타이트 엔드는 또한 플레이 중에 in motion(스냅 이전에 자리를 바꾸는 일)을 취할 수 있다.

## 타이트 엔드의 역할

### 리시빙
적격 리시버로서의 타이트 엔드의 캐치 능력을 이용한 플레이가 있다. 타이트 엔드는 와이드 리시버에 대한 수비수들의 커버를 이용하기 위해 활용된다. 특히 디펜시브 백들의 집중 견제를 받는 스타 와이드 리시버를 보유한 팀의 경우, 감독은 수비수로부터 커버되지 않는 타이트 엔드에게 볼을 던지도록 플레이를 주문할 수 있다. 타이트 엔드에 대해 계획된 패스 커버리지가 존재하지 않는 이유는 런너에 대한 블로킹과 패스 러시를 블로킹을 해야하는 타이트 엔드의 다양한 역할과 타이트 엔드보다 먼저 커버되어야 할 와이드 리시버의 존재 때문이다. 이런 이유로 타이트 엔드는 보통 커버되지 않는 리시버가 되는데, 거의 모든 와이드 리시버에게 일어나지 않는 일이다. 이러한 와이드 리시버들은 그들의 기동성과 전력질주 스피드를 이용해 수비의 커버를 뚫어야 한다.
이런 이유 때문에 타이트 엔드는 쿼터백이 마지막으로 볼을 던지기 직전에 보통 오픈되어 있으므로 때때로 쿼터백의 "안전 밸브"로 표현된다. 타이트 엔드는 패스하는 쿼터백을 위한 "마지막 의지처"로 언급되기도 한다. 때때로 패싱 플레이시 타이트 엔드는 일정시간 동안 블로킹을 하다가 패스를 위해 빠져나갈 수 있다. 이는 수비수를 혼란시킬 수 있고, 어떤 리시버도 오픈되지 않았을 때 쿼터백의 짐을 덜어 줄 수 있다.
몇몇 팀에 있어 타이트 엔드는 패스를 받는 것에 특화하여 어떤 선수들보다도 더 많은 패스를 받고 더 많은 전진 야드를 기록함으로써 팀내 최고의 리시버가 될 수 도 있다. 2004년, Tony Gonzales는 102번의 리시빙과 1,258야드의 리시빙 야드로 팀내 최고 자리를 차지했다. 2004년에 기록한 102번의 리시빙은 역대 NFL에서 타이트 엔드가 한 시즌 기록한 가장 많은 숫자였다. 2004년 Eric Johnson은 49ers에서 825야드의 리시빙 야드로 그 시즌 팀내 기록을 달성했다. 또한 2004년 Antonio Gates는 타이트 엔드의 최대 터치다운 기록인 13개를 기록했다. 때때로 타이트 엔드의 활용은 감독에게 새로운 무기를 제공함으로써 공격 전략에 있어 변화를 나타내기도 한다. 몇몇 타이트 엔드는 팀의 공격에 있어 필수적인 요소가 된다. 그러한 타이트 엔드는 활동력과 캐칭 능력을 위해 종종 체구와 블로킹 능력을 포기하기도 한다. 2005년 뉴욕 자이언츠의 Jeremy Shckey는 쿼터백 Eli Manning의 다음 가는 공격팀에서 두 번째로 높은 950만 달러를 연봉을 받았다. Gonzalez, Shockey, Gates는 농구에 있어 파워 포워드와 일치하는 체구의 새로운 형태의 타이트 엔드로 부상했다. 덧붙여 Gonzalez와 Gates는 대학시절 농구선수이기도 했다. 타이트 엔드의 유연성과 스피드는 커버에 있어 미스매치를 만들어 냈고, 그로 인해 팀의 패싱 공격을 개척해 냈다. 이러한 미스매치는 타이트 엔드가 자신을 커버하는 라인배커보다 빠르고, 자신을 태클하려는 코너백이나 세이프티보다 더 강력하다는 사실에 기인한 것이다. 이는 또한 커버를 하는 데 있어 책임 문제의 혼란을 가져올 수 있고 와이드 리시버를 오픈되게 할 수도 있다.

### 블로킹
NFL에서 타이트 엔드는 통상 230~270 파운드(104~122 킬로그램), 볼로킹 타이트 엔드의 경우 300 파운드(136 킬로그램)의 체중을 가지고 있어 180~200 파운드(82 ~91킬로그램)의 체중을 가지는 와이드 리시버와 비교해 크고 느리므로 더 효율적으로 블록을 할 수 있다. 타이트 엔드는 풀백과 마찬가지로 태일백이 달려나갈 공간을 만들어내게 수비진의 구멍을 만들어 내는 역할을 한다. 패싱 플레이에서 타이트 엔드는 오펜시브 라인맨과 함께 쿼터백을 보호하는 보호하게 된다. 종종 타이트 엔드는 H-Back 이라 불리는 풀백 포지션에 배치되기도 하는데 오펜시브 태클의 옆에 서 있으되 스크리미지 라인으로부터 떨어져 있는 곳에 위치하게 된다. 타이트 엔드는 또한 다른 오펜시브 라인맨처럼 패스 블록을 할 수도 있다. 몇몇 팀들은 단지 블록을 위해 타이트 엔드를 쓰기도 한다. 샌디에이고 차저스는 Brandon Manumaleuna를 그러한 목적으로 영입했다. 타이트 엔드 포지션은 가끔 등 번호를 변경하여 오펜시브 라인맨으로 채워지기도 하는데, 이를 "Tackle Eligeble"이라 부른다.
Joe Gibbs는 공격팀에 있어 두 명의 타이트 엔드를 기용한 것으로 유명하다. 1980년대, 깁스는 뉴욕 자이언츠의 전 라인배커 Lawrence Talyor를 막기 위해 워싱턴 레드스킨스 공격팀에서 추가적인 블록커를 활용했다.

## 등 번호
대학과 고등학교 미식축구에 있어 타이트 엔드는 1~49번과 80~99번을 사용하도록 제한되어 있다. NFL에서 타이트 엔드는 80~99번만을 사용하도록 제한하고 있으나, 그것이 불가능할 경우에는 20~49번을 쓰는 것을 허용하고 있다.